# Antef (General)
Antef war ein Truppenvorsteher in der altägyptischen 11. Dynastie unter Mentuhotep II. und lebte etwa um 2000 v. Chr.

## Belege
Antef ist von seinem dekorierten Grab (TT386) in Theben und einer sich heute in Kopenhagen befindlichen Stele bekannt. Die Kulträume des Grabes waren im vorderen Bereich ausgemalt und im hinteren Teil mit Reliefs dekoriert. Die eigentliche Kultkapelle im hintersten Teil der Anlage war wiederum mit feinem Kalkstein verkleidet und dann ausgemalt worden. Die Malereien waren teilweise gut erhalten, die Reliefs hingegen sind größtenteils Steinräubern zum Opfer gefallen. Bei der Ausgrabung wurde das Oberteil einer Statue und in der beraubten Grabkammer sein undekorierter Sarkophag gefunden. Seine Grabstätte gehört zu den wenigen besser erhaltenen Grabanlagen der 11. Dynastie.

## Sein Leben
Zu seinem Leben ist nicht viel bekannt. Antef trug unter anderem die Titel „königlicher Siegler“, „Truppenvorsteher“ und „Truppenvorsteher im ganzen Land“. Seine Datierung ergibt sich durch den Namen des Königs, der am Grabeingang genannt ist. Im Grab wird auch die Eroberung einer asiatischen Stadt oder Festung dargestellt, die auf seine militärische Aktivitäten hinweist.